# Карл Роденбург
Карл Роденбург (нім. Carl Rodenburg; 17 травня 1894 — 5 листопада 1992) — німецький воєначальник, генерал-лейтенант вермахту. Кавалер Лицарського хреста Залізного хреста з дубовим листям.

## Біографія
Син гуртового торговця і почесного сенатора Карла Роденбурга і його дружини Юлії, уродженої Баде. Учасник Першої світової війни. Після демобілізації армії залишений у рейхсвері. З 1 листопада 1938 року — начальник навчального штабу піхотного училища. З 1 січня 1940 року — командир 203-го піхотного полку 76-ї піхотної дивізії. Учасник Французької кампанії і німецько-радянської війни. З 26 січня 1942 році командир своєї дивізії. Дивізія була знищена в Сталінграді, а сам Роденбург 31 січня 1943 року потрапив у радянський полон. 15 листопада 1949 року засуджений військовим трибуналом до 25 років таборів. 10 жовтня 1955 року репатрійований у ФРН.

## Сім'я
15 лютого 1920 року одружився з Марією Гайссенбергер. 13 липня 1925 року пара розлучилась.
22 вересня 1934 року одружився з Теклою Немінар. В 1937 році в пари народилась дочка.

## Звання
- Однорічний доброволець (1 жовтня 1913)
- Фенріх (12 лютого 1915)
- Лейтенант (11 березня 1915) — патент від 11 вересня 1913 року.
- Оберлейтенант (1 лютого 1922)
- Гауптман (1 лютого 1927)
- Майор (1 жовтня 1934)
- Оберстлейтенант (1 квітня 1937)
- Оберст (1 квітня 1940)
- Генерал-майор (1 квітня 1942)
- Генерал-лейтенант (1 грудня 1942)

## Нагороди
- Залізний хрест
  - 2-го класу (25 квітня 1915)
  - 1-го класу (15 травня 1917)
- Орден Церінгенського лева, лицарський хрест 2-го класу з мечами
- Ганзейський Хрест (Бремен)
- Нагрудний знак «За поранення» в чорному
- Почесний хрест ветерана війни з мечами
- Медаль «За вислугу років у Вермахті» 4-го, 3-го, 2-го і 1-го класу (25 років)
- Застібка до Залізного хреста
  - 2-го класу (17 травня 1940)
  - 1-го класу (25 травня 1940)
- Німецький хрест в золоті (7 травня 1942)
- Медаль «За зимову кампанію на Сході 1941/42»
- Лицарський хрест Залізного хреста з дубовим листям
  - лицарський хрест (8 жовтня 1942)
  - дубове листя (№ 189; 31 січня 1943)